# Actinolema
Actinolema är ett släkte av blomväxter i familjen flockblommiga växter. Släktets arter förekommer i västra Asien.

## Arter
Actinolema omfattar två arter:
- Actinolema eryngioides
- Actinolema macrolema